# Benjamin Ciglar
Benjamin Ciglar (* 12. November 1987) ist ein kroatischer Fußballspieler, der in der Schweiz spielt. 
Ciglar spielte für den FC Schaffhausen einmal in der Super League, der höchsten Spielklasse der Schweiz und fünfmal in der Challenge League, der zweithöchsten Schweizer Fußballliga. Er wechselte in der Saison 2008/09 in den Amateurbereich zum SV Schaffhausen.